# Авсеенко, Наталья Анатольевна
Наталья Анатольевна Авсеенко (род. 13 февраля 1975 года) — российский фридайвер, чемпионка мира в командном зачёте 2006 и 2008 годов.

## Биография
Рекордсменка мира и чемпионка мира по фридайвингу; основатель собственной школы фридайвинга «PlavitaWay», автор уникальных методик и тренингов по раскрытию человеческих возможностей; наставник и ментор для огромного количества людей; общественный деятель, публицист.
Пришла во фридайвинг из мира науки. Занималась вопросами межкультурной коммуникации и культурной антропологией. Кандидат культурологии, тема кандидатской диссертации — «Американская традиция на российском телевидении» (МГУ). Работала доцентом кафедры лингвистики и межкультурной коммуникации до 2007 года факультета иностранных языков МГУ.
В настоящее время в МГУ не работает, а возглавляет свою школу фридайвинга. Является Мастером метода интегрального развития человека через воду PlavitaWay. Также является участницей знаменитой команды Phototeam.pro, которая специализируется на реализации экстремальных и уникальных подводных арт- и исследовательских проектов «(Принцесса китов» и фильм «Потолок» 2011 год, «Хозяйка Орды» и фильм «Хозяйка Орды» 2013, «Быть дельфином» и книга «Быть дельфином» 2014, «Чайка» и фильмы #Чайка, #Чайка: обретая крылья, 2016). Рекордсменка мира по фридайвингу;
Фридайвингом занимается с апреля 2004 года; сначала тренировки шли под руководством Натальи Молчановой, а затем самостоятельно. Погружением на глубину занималась с Лоттой Эриксон и Линдой Паганелли. Чемпионка мира по фридайвингу в командном зачёте (2006, 2008), рекордсменка мира (ныряние с постоянным весом без ласт, 57 метров, Багамы, 8 апреля, 2008 год). На сегодняшний день (2011 г.) входит в пятёрку сильнейших спортсменок за всю историю фридайвинга в дисциплинах: статика, динамика в ластах, постоянный вес, постоянный вес без ласт. Сертифицированный инструктор-тренер по фридайвингу SSI, вдохновитель и создатель школы по фридайвингу «PlavitaWay». Являлась организатором соревнований Moscow Winter Dynamic Contest и Moscow Static Contest.
В настоящий момент занимается развитием школы и сконцентрирована на обучении людей познавать мир и себя; расширять свои возможности; интегрально развиваться через воду и дыхание.

## Лучшие результаты
- Чемпионка мира по фридайвингу (декабрь 2006 года).
- Чемпионка мира по фридайвингу (сентябрь, 2008 год).
- Рекордсменка мира (апрель, 2008).
- Чемпионка мира по фридайвингу на VI (командном) чемпионате мира (вместе с Натальей Молчановой и Ольгой Суряковой) в Шарм-эш-Шейхе, 11 сентября 2008 года[2].

Результаты, зафиксированные на соревнованиях 2004—2008 годов:
- Статика — 6 мин 31 с.
- Динамика без ласт — 128 м.
- Динамика в ластах — 182 м.
- Свободное погружение — 76 м.
- Постоянный вес — 78 м.
- Постоянный вес без ласт — 57 м.

Результаты, показанные вне соревнований 2008—2016 г.г.
- Статика — 8.03
- Статика на выдохе — 6.04
- Динамика без ласт — 144 м.
- Динамика в ластах — 202 м.
- Свободное погружение — 82 м.
- Постоянный вес — 90 м.
- Постоянный вес без ласт — 65 м.
- Варьируемый вес — 100 м.

Интересные факты и достижения 2008—2016 годов:
- Серия статик в холодной воде +5°С без термозащиты — 6 раз по 4 минуты статика (2010)
- Пребывание подо льдом без термозащиты и работа на задержке дыхания в воде −2С в условиях Полярного Круга — 11 мин. 40 сек (2011)
- Ныряние подо льдом без термозащиты и лицевого снаряжения, сопровождения и страховки в воде −2С в условиях Полярного круга — 32 м.
- Работа в обводнённой Ординской пещере на задержке дыхания при температуре воды +5 С в условиях удалённости от входа и плохой видимости
- Осуществление 50-метровых проплывов подо льдом на задержке дыхания в очень неудобном артистическом костюме в рамках проекта #Чайка на карьере «Лазурный», 2016 г.

## Дополнительно
Наталья совместно с учёными участвовала в эксперименте по изучению языка, эхолокации и поведения белух в Белом море. Также изучались возможности выживания человека в воде в экстремальных условиях (в морской воде −2С). Наталья плавала и ныряла в ледяной воде обнажённой на задержке дыхания. Во время эксперимента она поставила рекорд пребывания подо льдом в ледяной воде, имеющей температуру − 2 °C (солёная вода замерзает при отрицательной температуре) — 10 минут 40 секунд во время первого похода. По статистике у обычного человека через 5 минут начинаются необратимые процессы в организме, а через 8 минут в таких условиях наступает смерть. Об этом эксперименте режиссёром Натальей Углицких был снят документальный фильм «Потолок» (On the edge). В процессе 10-дневной адаптации к таким температурным режимам в ледяной воде время пребывания Натальи с погружением затылка под воду (в этом случае тело отдаёт на 75 % тепла больше) увеличивалось. Под водой с надголовной средой Наталья находилась около 12 минут, но с возможностью разовых включений в процесс дыхания. Лицевое снаряжение отсутствовало, что также повышало уровень стресса.